# 1979 na música

## Eventos
- A 13 de Janeiro a ACM processa a banda Village People por difamação por causa de sua música YMCA.
- No dia 29 de Março a banda Supertramp lança seu álbum de maior sucesso Breakfast in America, que passou 26 semanas na lista da Billboard Top 200, dessas, 5 no primeiro lugar.
- Em Maio a banda de rock UHF lança o seu primeiro registo discográfico, o EP Jorge Morreu. [1]
- A banda inglesa de Pós-punk Joy Division lança seu álbum de estreia Unknown Pleasures.
- A 23 de Junho a banda country Charlie Daniels Band lança o álbum Million Mile Reflections com à música "The Devil Went Down to Georgia", que posteriormente será modificada para power metal em 2007 por Steve Ouimette, para se-encaixar no video game Guitar Hero III: Legends of Rock.
- No dia 1 de Julho o primeiro walkman é vendido pela Sony.
- Forma-se a banda Venom.
- Michael Jackson lança seu primeiro álbum em carreira solo em fase adulta: Off the Wall, com aproximadamente 20 milhões de cópias vendidas, até hoje é o álbum de música Black mais vendido da história.
- Forma-se a banda Cockney Rejects.
- Em Novembro os Pink Floyd lançam o álbum The Wall, um dos álbuns conceituais mais aclamados de todos os tempos.
- Em Dezembro a banda Cockney Rejects lança seu primeiro single, "I'm Not a Fool" que chega a número 65 nas paradas inglesas.
- A 14 de Dezembro a banda The Clash lança o seu álbum mais conhecido e mais inspirador da história da música punk: London Calling.
- Os Bee Gees lançam o álbum de maior sucesso Spirits Having Flown que rendeu grammys pelas músicas e por sua tournê de 38 shows.
- A cantora Simone é escolhida para interpretar Começar de novo, canção-tema da série de TV Malu Mulher, da Rede Globo e maior sucesso daquele ano.
- A banda australiana AC/DC lança um dos álbuns de maior sucesso Highway to Hell, que os catapultou para a fama mundial.

## Bandas formadas
- - A Flock of Seagulls
- - Beastie Boys
- - Cólera (banda)
- - Cockney Rejects
- - Europe
- - Flipper
- - Hanoi Rocks
- - Killing Joke
- - Trouble
- - The Exploited
- - Venom
- - Doce

## Bandas desmembradas
- - Novos Baianos

## Nascimentos
| Data            | Nome                   | Profissão                                | Nacionalidade   | Observações | Ref   |
| --------------- | ---------------------- | ---------------------------------------- | --------------- | ----------- | ----- |
| 1 de Janeiro    | Deize Tigrona          | cantora                                  | Brasil          |             |       |
| 8 de Janeiro    | Maya Ford              | baixista                                 | Estados Unidos  |             |       |
| 8 de Janeiro    | Torry Castellano       | baterista                                | Estados Unidos  |             |       |
| 11 de Janeiro   | Siti Nurhaliza         | cantora                                  | Malásia         |             |       |
| 16 de Janeiro   | Aaliyah                | cantora e atriz                          | Estados Unidos  | m. 2001     |       |
| 20 de Janeiro   | Rob Bourdon            | baterista                                | Estados Unidos  |             |       |
| 19 de Fevereiro | Rogério Tutti          | pianista                                 | Brasil          |             |       |
| 21 de Fevereiro | Jennifer Love Hewitt   | atriz e cantora                          | Estados Unidos  |             |       |
| 8 de Março      | Tom Chaplin            | cantor                                   | Inglaterra      |             |       |
| 18 de Março     | Adam Levine            | musico                                   | Estados Unidos  |             |       |
| 28 de Março     | Ana Sofia Varela       | fadista                                  | Portugal        |             | [ 2 ] |
| 30 de Março     | Norah Jones            | cantora                                  | Estados Unidos  |             |       |
| 10 de Abril     | Sophie Ellis-Bextor    | cantora                                  | Inglaterra      |             |       |
| 9 de Maio       | Pierre Charles Bouvier | vocalista                                | Canadá          |             |       |
| 14 de Maio      | Daniel Auerbach Quine  | multi-instrumentista                     | Estados Unidos  |             |       |
| 30 de Maio      | Brett Anderson         | vocalista                                | Estados Unidos  |             |       |
| 12 de Junho     | Robyn                  | cantora                                  | Suécia          |             |       |
| 15 de Junho     | Hindi Zahra            | cantora e compositora                    | Marrocos França |             |       |
| 28 de Junho     | Tim McCord             | músico                                   | Estados Unidos  |             |       |
| 8 de Julho      | Márcia Fellipe         | cantora                                  | Brasil          |             |       |
| 20 de Agosto    | Jamie Cullum           | cantor e pianista                        | Inglaterra      |             |       |
| 22 de Agosto    | Natalia Barbu          | cantora                                  | Moldávia        |             |       |
| 26 de Agosto    | Allison Robertson      | músico                                   | Estados Unidos  |             |       |
| 4 de Setembro   | Hector, el Father      | cantor                                   | Porto Rico      |             |       |
| 8 de Setembro   | Pink                   | cantora                                  | Estados Unidos  |             |       |
| 16 de Setembro  | Flo Rida               | rapper                                   | Estados Unidos  |             |       |
| 17 de Setembro  | Chuck Comeau           | baterista                                | Canadá          |             |       |
| 17 de Setembro  | Ana Moura              | fadista                                  | Portugal        |             |       |
| 17 de Setembro  | Negra Li               | cantora                                  | Brasil          |             |       |
| 19 de Setembro  | Joel Houston           | cantor e compositor                      | Austrália       |             |       |
| 3 de Outubro    | Josh Klinghoffer       | guitarrista                              | Estados Unidos  |             |       |
| 18 de Outubro   | Ne-Yo                  | cantor, compositor, produtor e dançarino | Estados Unidos  |             |       |
| 13 de dezembro  | Eduardo Costa          | cantor                                   | Brasil          |             |       |

## Mortes
| Data           | Nome            | Profissão                   | Nacionalidade  | Observações | Ref |
| -------------- | --------------- | --------------------------- | -------------- | ----------- | --- |
| 2 de fevereiro | Sid Vicious     | baixista                    | Inglaterra     | n. 1957     |     |
| 4 de junho     | Gilda Abreu     | atriz, cantora e relizadora | Brasil         | n. 1904     |     |
| 12 de julho    | Minnie Riperton | cantora                     | Estados Unidos | n. 1947     |     |